# 조 (음악)
작품의 조(調) 또는 키(key)는 음악 이론에서 서양 클래식 음악, 예술 음악 및 팝 음악의 음악 작곡의 기초를 형성하는 음정 또는 음계 그룹이다.
조성(tonality) 또는 조: 특정 음계의 음을 사용하는 음악은 해당 음계 또는 음계의 "조"에 있다고 한다.

특정 조는 으뜸음 음표와 그에 상응하는 화음을 특징으로 한다.

## 같이 보기
- 조성 (음악)